# جين ميلين
جان ميلين (17 سبتمبر 1877 - 18 أبريل 1964)   كانت من دعاة السلام الفرنسي و ناشطة نسائية و كاتبة و سياسية حيث كتبة تحت اسم مستعار ثاليس جيهان.
قاتلت من أجل السلام بين فرنسا وألمانيا، وحق المرأة في التصويت. وكانت مرشحة للانتخاب الرأسية لفرنسا في عام 1947.

## سنواتها المبكرة
وُلدت جين ميلين في كارينان، آردن في عام 1877، لعائلة برجوازية. كان والدها الذي يدير مصنع العائلة جمهوريًا معاديًا لرجال الدين ومؤيدًا لألفريد دريفوس. ألهمته نظريات جون باتيست أندريه غودان، وأحب عمل الخير الذي يُراد منه وضع حد للفقر. تلقت جين ميلين في ذاك الوقت تعليمًا نموذجيًا بالنسبة لفتاة في عمرها. التحقت بمدرسة سانت كريتين دو كارينان الداخلية لتقلي تعليم المرحلة الثانوية. انضمت إلى جمعية سيلفي هوغو فلاماريون من أجل السلام ونزع السلاح للنساء، وأسست فرعًا للجمعية في آردن. طورت وجهات نظر معتدلة قائمة على السلام والفضائل التعليمية للأمومة.
منذ عام 1900 وحتى عام 1914، ناضلت ميلين من أجل السلام المعتدل القائم على التحكم بالنزاعات داخل رابطة السلام من خلال القانون. تأثرت ميلين بالاشتراكية وبالرافض للعنف جان جوريس. أصبحت في عام 1906 عضوًا في القسم الفرنسي لمنظمة العمال الدولية (إس إف آي أو)، وانضمت إلى الاتحاد الفرنسي لحق المرأة في التصويت (يو إف إس إف)، ودعت فيه إلى اتباع نهج منظم لمنح المرأة حق الانتخاب. اكتسبت ميلين سمعة قوية بصفتها متحدثةً من خلال مشاركتها في المؤتمرات السلمية والنسوية في فرنسا وأوروبا بين عامي 1910 و1914، إذ كانت قد تقدمت بوجهات نظر حول الأخلاق، ودعت في عام 1907 إلى تحديد النسل والتربية الجنسية للفتيات وكذلك الأولاد.

## الحرب العالمية الأولى
تسبب اندلاع الحرب العالمية الأولى (يوليو 1914 - نوفمبر 1914) بثورة في تفكير ميلين. حضرت اجتماع دعاة السلام الأوروبيين في أغسطس من عام 1914 في بروكسل. لم تتقبل ميلين الموقف السلبي للمسالمين الألمان مثل ألفريد هيرمان فريد، الذي لجأ إلى سويسرا وتجنب التعليق على مسؤولية ألمانيا. تلقت ميلين صدمة إثر اغتيال الزعيم المناهض للأسلحة جان جوريس. وصل الألمان في 24 أغسطس من عام 1914 إلى آردن وقصفوا بلدتها الأم، حيث كانت تعيش مع والديها المسنين. سيق أخوها إلى الحرب وأُغلق المصنع الذي تشاركت مع أخيها في إدارته. لجأت إلى دان سور آرون في فال دو لوار. منذ سبتمبر من عام 1914 وحتى أغسطس من عام 1915، تطوعت مفتشةً في المستشفى العسكري في دان سور آرون الذي استقبل العديدين ممن بُترت أطرافهم.
أُنشئت «سي إيه إس»، وهي جمعية تمنح المرأة حق التصويت، في ديسمبر من عام 1917، وأدارتها جين ميلين ومارث بيغوت وغابرييل دوشين. نظمت «سي إيه إس» اجتماعات حاولت فيها جذب العمال، من خلال عرض الأفلام على سبيل المثال. إلى جانب النضال من أجل حصول المرأة على حقها في التصويت، أرادت الجمعية تنظيم استفتاء لإنهاء القتال. لم يتفق أعضاء «سي إيه إس» مع «يو إف إس إف»، الذي دعم علانية الاتحاد المقدس واتخذ موقفًا قويًا عدوانيًا لدعم الحرب. في مؤتمر «سي إيه إس» الذي عُقد في 7 مارس من عام 1918، حددت ميلين مع مونيت توماس دستورًا جديدًا لفرنسا يستند إلى السماح للمرأة بالاقتراع. دعا الاجتماع الرجالَ والنساءَ إلى التعاون لإعادة بناء المدن التي دُمرت وإلى تحديد القوانين الاجتماعية والدولية الجديدة. تناولت الرابطة النسائية الدولية للسلام والحرية (دبليو آي إل بّي إف) هذه القضية في عشرينيات القرن العشرين. مع ذلك، لم تتمكن «سي إيه إس» من إيصال صوتها إلى السياسيين.

## أعمال
- جون، أو من خلال البؤس، رواية ardennois كتب في الشعر الحر، A. وG ميتيفير Fonsegue 1927.
- رسائل إلى تاليس في عام 2007.
- مارسيلين عطلة أو من خلال الحب، A. وG ميتيفير Fonsegue 1929